# Rivière Péribonka
Der Rivière Péribonka ist ein Fluss in der Verwaltungsregion Saguenay–Lac-Saint-Jean in der kanadischen Provinz Québec.

## Flusslauf
Er hat eine Länge von 547 km und entwässert ein Gebiet von 26.936 km². Er mündet im Parc national de la Pointe-Taillon in den Lac Saint-Jean und stellt dessen
größten Zufluss dar. Der Ort Péribonka liegt am Nordufer des Lac Saint-Jean an der Mündung des Flusses.
Der Name leitet sich von dem Innu-Wort pelipaukau ab, was so viel bedeutet wie „Fluss, der sich durch den Sand gräbt“ oder „wo es wandernden Sand gibt“.

## Geographie
Der Rivière Péribonka entspringt ein kurzes Stück westlich der Monts Otish in einem Sumpfgebiet, welches auf Granit und Muskeg des Kanadischen Schilds gelegen ist. Von dort fließt er in südlicher Richtung nach Lamarche und weiter zum nach Westen zum Lac Saint-Jean. Sein Einzugsgebiet umfasst etwa ein Drittel des Einzugsgebiets des Saguenay.

### Zuflüsse
Die Hauptzuflüsse des Rivière Péribonka sind (in Aufstromrichtung):
- Petite rivière Péribonka
- Rivière Alex
- Rivière Brûlée
- Rivière Manouane
  - Rivière Manouaniche
  - Rivière Alma
  - Rivière Houlière
  - Rivière Petite-Manouane
    - Rivière Duhamel
    - Rivière Durfort

  - Rivière Grand Détour
  - Rivière Raccourci
  - Lac Manouane
    - Rivière des Montagnes Blanches
      - Rivière Falconio
- Rivière Serpent
  - Rivière Étienniche
- Rivière Brodeuse
- Lac Péribonka
  - Rivière à la Carpe
- Rivière Saint-Onge
- Rivière Cocoumenen
- Rivière Bonnard
  - Rivière Modeste
- Rivière Grande Loutre
  - Rivière Michel
  - Rivière Courtois
- Rivière Épervanche
- Rivière Péribonka Est

## Geschichte
Früher bewohnten die Innu diese Region und benutzten den Fluss als Transportweg mit dem Kanu.
Ab der zweiten Hälfte des 17. Jahrhunderts wurde der Fluss auch von Europäern als Zugangsweg zur
James Bay genutzt.
Die erste Erwähnung des Flusses stammt vom 16. April 1679.
Im Oktober dieses Jahres bereiste Louis Joliet den Fluss und bezeichnete ihn als Périboca.
Die Schreibweise änderte sich später zu Periboaka, Periboac
Schließlich gab Pascal Taché im Jahre 1825 dem Fluss den heutigen Namen Péribonka.
Während im 17. und 18. Jahrhundert Fallensteller und Händler dem Fluss wenig Aufmerksamkeit schenkten,
gewann der Rivière Péribonka im 19. Jahrhundert an Bedeutung, insbesondere für die Holzwirtschaft, so dass 1887 die erste Siedlung an seiner Mündung gegründet wurde.
Im Jahre 1928 überflutete der Rivière Péribonka seine Ufer und mehrere Siedlungen.
Zu einer weitreichenden Erschließung des Flusses kam es in den 1940er Jahren, als Alcan, ein führender Aluminiumproduzent, begann, hier Wasserkraftwerke zu bauen.
Zwischen 1941 und 1943 entstand der Chute-des-Passes Dam am Südende des Lac Péribonka, welcher sich zu einem riesigen Stausee entwickelte.
Zwei weitere Staudämme wurden im Anschluss flussabwärts erstellt: der Chute-du-Diable (1950–1952) und der Chute-à-la-Savane (1951–1953).
Der Klassiker Maria Chapdelaine des französischen Schriftstellers Louis Hémon spielt am Ufer des Rivière Péribonka.

## Wasserkraftnutzung
Es gibt vier Wasserkraftwerke am Rivière Péribonka, wobei drei davon zur Aluminiumverhüttung von Rio Tinto Alcan gehören, sowie eines zu Hydro-Québec (HQ). 
In Abstromrichtung sind das:
| Name              | Lage | Fertig- stellung | Leistung [MW] | Anzahl Turbinen | hydraul. Potential [m] | Höhe [m] | Kronen- länge [m] | Stau- volumen [Mio. m³] | Betreiber       |
| ----------------- | ---- | ---------------- | ------------- | --------------- | ---------------------- | -------- | ----------------- | ----------------------- | --------------- |
| Chute-des-Passes  | (⊙)  | 1941             | 854           |                 |                        | 48       | 361               |                         | Rio Tinto Alcan |
| Péribonka         | (⊙)  | 2007–2008        | 405           | 3               | 67,6                   | 80       | 700               |                         | HQ              |
| Chute-du-Diable   | (⊙)  | 1952             | 240           |                 |                        | 34       | 544               | 1200                    | Rio Tinto Alcan |
| Chute-à-la-Savane | (⊙)  | 1951–1953        | 231           |                 |                        | 39       | 1094              | 600                     | Rio Tinto Alcan |

Das vierte Kraftwerk, das Péribonka-Kraftwerk, liegt unmittelbar oberhalb des Zusammenflusses mit dem Rivière Manouane und wird von Hydro-Québec betrieben. Es wurde am 9. März 2008 fertiggestellt und hat eine Leistung von 405 MW. Der zugehörige Staudamm hat eine Höhe von 80 m und eine Länge von 700 m. Er staut den Fluss zu einem 32 km² großen Stausee auf.